# Зоран Шкиљевић
Зоран Шкиљевић (1962) српски је књижевник.

## Биографија
На књижевној сцени присутан је од 1997. године. Он пише краћу и дужу прозу у домаћим и регионалник часописима и зборницима. Његова приповетка „Чартер за Киншасу” била је у ужем избору за награду „Милутин Ускоковић” за 2013. годину, а приповетка „Читанка” у ужем избору за награду „Андра Гавриловић” за 2015. годину.
Уредник је за прозу у књижевном часопису Београдски круг кредом.
Председник је Друштва књижевника Београда и живи у Београду.

## Дела

### Романи
- Врата подземних вода, Пресинг Младеновац 2015, друго издање 2016.
- Нојева барка, Пресинг Младеновац, 2017.
- До обала Гое, Пресинг Младеновац, 2018.
- Еротоман, Пресинг Младеновац, 2020.

### Збирке приповедака
- Happening, Свен Ниш, 2014.
- О љубави и још којечему, Пресинг Младеновац, 2016.
- У свом свету, Либерланд Београд, 2021.

### Приповетке
- Двојник[2]
- Пробни рад[3]
- У свом свету, кратка прича
- Меланхолија, кратка прича
- Мајсторско писмо из 1927., кратка прича
- Трипут "по српски, кратка прича
- Јеретичка прича, кратка прича